# DRB동일
주식회사 DRB동일은 대한민국의 산업용 고무 제조 기업인 동일고무벨트의 지주회사이다.

## 역사
1945년 9월 30일 동일화학공업소로 설립되었으며, 1976년 5월 51일에 유가증권시장에 상장하였다.